# Helikon (biograf)
Helikon var en biograf och teater belägen på Glogatan 2 i Helsingfors, verksam mellan 1910 och 1912. 
Biografen var inkvarterad på hotell Kämppis övervåning. Förutom stumfilmer, till vilka den egna orkestern ackompanjerade, spelades revyer på finska och svenska. Bland teaterns bekanta artister märks J. Alfred Tanner, Theodor Weissman, Felix Jungell och Rafael Ramstedt.